# 無双樂團
無双樂團，是台灣首個女子跨界國樂樂團，於2008年12月成立。
無双樂團由作曲家劉學軒所創立、領導，藝術總監為二胡演奏家王明華（演奏專輯《爵士二胡-登峰造極》獲得金曲獎最佳跨界音樂專輯獎），成員主要來自臺灣各大學國樂系，自2008年迄今歷經10代成員，以高挑、氣質出眾為特色。樂團經常至各地商演，由笛子、二胡、柳琴、揚琴、中阮、古箏、舞者及歌手等組成，成員15人，音樂類型為跨界國樂及加入歌舞演唱之音樂。

## 作品

### 專輯
- 《無双》（CD+DVD雙碟版，收錄幕後花絮、幻燈片）（2009年8月8日） （2010年1月28日新春改版上市）

- 《功夫英雄之紅顏樓》EP（CD+DVD，收錄MV＋幕後花絮）（2012年6月6日 ）

- 《天下》專輯（CD）（2014年10月23日 ）

- 《霓裳羽衣》專輯（CD）（2019年1月24日 ）

### 寫真集
- 「無双誌」－寫真書－2009.08.08發行
- 「愛麗絲，私密日記」－寫真書數位版 （页面存档备份，存于）（Pubu 電子書城）
- 「愛麗絲，私密日記」－寫真書－2014.12.08發行（Body Mag Pulisher）
- 「心動•秘密基地」（單曲：花水木）－無双高校聯盟寫真－2015.12.09發行（Noisy Inc./Body Mag Pulisher）
- 「心動•小彩」－無双高校聯盟寫真－2015.12.09發行（Noisy Inc./Body Mag Pulisher）
- 「心動•麗絲」－無双高校聯盟寫真－2015.12.09發行（Noisy Inc./Body Mag Pulisher）
- 「心動•江晴」－無双高校聯盟寫真－2015.12.09發行（Noisy Inc./Body Mag Pulisher）
- 「心動•莉卡」－無双高校聯盟寫真－2015.12.09發行（Noisy Inc./Body Mag Pulisher）

### 周邊
- 《無双樂團成軍紀念限量酷卡明信片》－明信片－2009.05發行
- 《無双郵票》－中華郵政「花語系列」－2009.10.10發行
- 《2012無双春麗總部成立紀念年曆》－年曆－2011.12發行
- 《無双樂團「功夫英雄之紅顏樓」》－捷運卡貼－2012.06發行
- 《無双樂團「天下」》－海報－2014.10.23發行

## 重要演出經歷

### 2011年
- 世界設計大會迎賓之夜
- 外交部「璀璨一百」建國百年中南美洲巡迴
- 日本「璀璨一百」建國100國慶酒會
- 僑委會「璀璨一百」建國100美國訪問團
- 台北花博系列演出
- 2011TIFA台灣國際藝術節演出
- 南投沙雕藝術節
- 加拿大台灣文化節巡迴
- 「戀戀台灣」廣達藝術節
- 「戀戀台灣」中研院年度藝文饗宴
- 南投牛耳藝術村桐花季

### 2012年
- 金正大國際晚宴
- 兩岸棒球協會論壇晚宴
- 工業總會晚宴
- 旺宏科學獎頒獎
- 兩岸漢字節頒獎
- 世界台商會晚宴
- 新北市廣告公會晚宴
- 「永和Happy購」店花冠軍（Musou Café辛芭）
- 台北國際數位內容設計競賽頒獎典禮
- 中緬點燈節
- 澳門遊藝節
- Playing胡琴at華山
- Yuasa日商湯淺創業346週年
- 搓麻將Online遊戲代言
- 功夫英雄Online新娘伺服器代言（大陸官方）
- 「Playing胡琴at華山」音樂會
- 功夫英雄Online遊戲代言（台灣代理）
- 兆豐元氣101新春音樂會
- 星展銀行慶祝酒會
- 裕隆集團春酒
- 東北扶輪社30週年晚宴
- Luxgen全球經銷商晚宴

### 2013年
- 文化部「天空‧草地‧榕樹下—野餐音樂會」
- 華視微電影頒獎
- 台北國際旅展高鐵館
- 長榮鳳凰酒店（礁溪）駐點演出（365天）
- 馬尼拉名勝世界VIP演出（Resort World）
- Caspo十週年慶晚會（馬尼拉）
- 中華汽車百大菁英
- 工商團體新春聯誼會
- 日本 MBS電視台新聞專訪

### 2014年
- 聽見四季板橋～春之曲藝匯演
- 嘉義市「春天文化節」
- 台灣李氏宗親總會20週年慶
- 第36屆金穗獎頒獎典禮
- 台南幸福藝術季
- 五一勞動節勞工表揚大會
- 廣達策略夥伴聯誼會
- 新竹市國際玻璃藝術節
- 臺中市逍遙音樂町
- 巷弄藝起來微型演出巡演
- Asian Meeting of the Econometric Society 中研院經濟所
- 台韓觀光交流會議
- 亞洲郵輪論壇
- 第36屆警察節
- 九霄岡山天下無双
- 客家桐花祭
- 嘉義高中90周年校慶演唱會（潘映竹）
- 嘉義市「春天音樂藝術節」
- 工藝絲竹藝術季
- 花在彰化
- 雲林農業博覽會

### 2015年
- 台灣燈會（台中）
- 板橋鎮發宮 羅府千歲 聖誕千秋
- 菊島藝術節（澎湖）
- 達克羊新春大補帖（國立臺灣工藝研究發展中心）
- 台北國際電玩展Taipei Game Show
- 新竹三福宮 無双新竹•心動響宴

### 其它
- 2010上海世界博覽會台灣館點燈儀式開幕演出
- 2010法國巡迴演出－巴黎外國文化周
- 民國99年國慶晚會演出（澎湖）
- 民國99年國慶四海同心聯歡大會演出
- 第21屆金曲獎星光大道開場演出
- 國際38婦女節100週年晚會小巨蛋開場演出
- 僑委會2010春節歐洲文化訪問團（德法比荷意）
- 外交部「中南美洲文化外交巡迴演出」
- 故宮「赤壁」文物展記者會
- 班利Bentley台灣代理暨新車發表
- Remy Cointreau人頭馬XO新酒發表
- 與日本「鬼太鼓座」、「台北極鼓擊」合演「無双」（宜蘭建城70年藝術節）
- 東京羽田松山直航酒會
- 高雄義大世界開幕
- 漢字文化節
- 2010嘉義世界管樂節開幕演出

## 媒體報導
- 全台瘋跨年！吳宗憲、胡瓜南北PK搶當跨年王 （页面存档备份，存于）
- 無双高校手牽手出寫真 粉絲心跳加快呼吸急促 （页面存档备份，存于）
- 高校版無双樂團正爆　激吻撅臀洩小褲褲誘人 （页面存档备份，存于）
- 無雙樂團7週年 化身高校美女推寫真 （页面存档备份，存于）
- 台湾の女性国楽バンド、女子高生姿の写真集発売 「ハナミズキ」カバーも （页面存档备份，存于）
- 《心動•無双高校聯盟寫真》發行 （页面存档备份，存于）
- 超人氣女子無双樂團　熱歌勁舞炒熱野球祭 （页面存档备份，存于）
- 無双樂團第一次開球 粉絲愛相隨 （页面存档备份，存于）
- 【動新聞】無雙樂團正妹團長　小彩才色兼備 （页面存档备份，存于）
- 地表最美！無双樂團爆乳開衩晾美腿 （页面存档备份，存于）
- 無双樂團扮女俠獻琴藝 向周董致敬 （页面存档备份，存于）
- 瘋迷周董才藝魅力 無双樂團主唱Alice願為偶像突破尺度 （页面存档备份，存于）
- 无双乐团发片齐露大腿 力挺周杰伦真中国风 （页面存档备份，存于）
- 無双樂團出新輯 晾100公分美腿 （页面存档备份，存于）
- 无双乐团着妖娆红装亮相性感秀美腿 谈及偶像周杰伦乐风遭披表力挺
- 九阴真经台湾推新版 美女古风乐团MV首发 （页面存档备份，存于）
- 浪漫武俠作品"九陰真經-俠客無雙"年度改版 （页面存档备份，存于）
- 直擊／「小田馥甄」潘映竹表特版爆紅　辣露小蠻腰 （页面存档备份，存于）
- GQ／網友肉搜「三星妹」潘映竹 小Hebe紅進演藝圈 （页面存档备份，存于）
- 《功夫英雄》與「無雙樂團」合作 打造專屬主題曲 （页面存档备份，存于）
- 美女無双樂團個個辣媚！教授閱女無數、嚴選10團員 （页面存档备份，存于）

## 外部連結
- 無双樂團的Facebook專頁
- 無双樂團的Instagram帳戶
- 無双樂團的X（前Twitter）
- YouTube上的無双樂團頻道
- 無双樂團美拍官網 （页面存档备份，存于）
- 無双樂團官方微博